# Valmir Assunção
Valmir Carlos da Assunção, ou simplesmente Valmir Assunção (Itamaraju, 17 de dezembro de 1964), é um agricultor e político brasileiro, um dos líderes do Movimento dos Trabalhadores Rurais Sem Terra e ex-Secretário Estadual de Desenvolvimento Social e Combate à Pobreza da Bahia, atualmente Deputado Federal por este Estado, filiado ao PT.
Está entre os mais bem colocados da classificação de deputados federais do portal Atlas Político, ocupando a oitava posição entre 493 avaliados.  A classificação leva em conta fatores como representatividade eleitoral, fidelidade partidária, proporção do dinheiro gasto na campanha por voto obtido, ativismo legislativo e debate parlamentar.

## Carreira
Valmir Assunção é membro da direção nacional do  MST desde 1990. Candidatou-se a Deputado Estadual nas eleições de 2002, ficando na suplência, assumindo o cargo em 2005 e conseguindo a reeleição em 2006. Foi Secretário Estadual de Desenvolvimento Social e Combate à Pobreza da Bahia entre 2007 e 2010, durante o primeiro mandato de Jaques Wagner. Em 2010 elegeu-se deputado federal pelo PT, sendo reeleito em 2014. Na Câmara dos Deputados foi vice-líder do partido entre 6 de Abril de 2011 e 25 de Março de 2014 e de 3 de fevereiro a 2 de março de 2015.

## Briga em plenário
Valmir Assunção foi punido, juntamente com Laerte Bessa, pelo desentendimento na sessão extraordinária realizada em 8 de dezembro de 2015, que definiu quais deputados fariam parte da comissão especial responsável por analisar o pedido de impeachment da presidente Dilma Rousseff.  Conduzida pelo então presidente da Câmara Eduardo Cunha, a reunião foi marcada por intenso bate-boca e empurra-empurra entre os parlamentares das duas chapas inscritas. Descontentes com a decisão de Cunha em promover a escolha por meio de votação secreta, deputados da base aliada de Dilma tentaram impedir o acesso dos demais parlamentares até as cabines de votação. A sessão foi anulada no dia seguinte, por decisão do Supremo Tribunal Federal, que considerou ilegítima a formação de chapa avulsa e também derrubou o caráter sigiloso da votação.

## Ligações Externas
- Perfil Oficial no portal da Câmara dos Deputados
- Perfil Oficial no portal da Assembleia Legislativa da Bahia
- Valmir Assunção no site oficial da liderança do PT na Câmara dos Deputados
- Valmir Assunção no portal UOL Eleições 2014